# Prasād
Pour les articles homonymes, voir Prasad (homonymie).

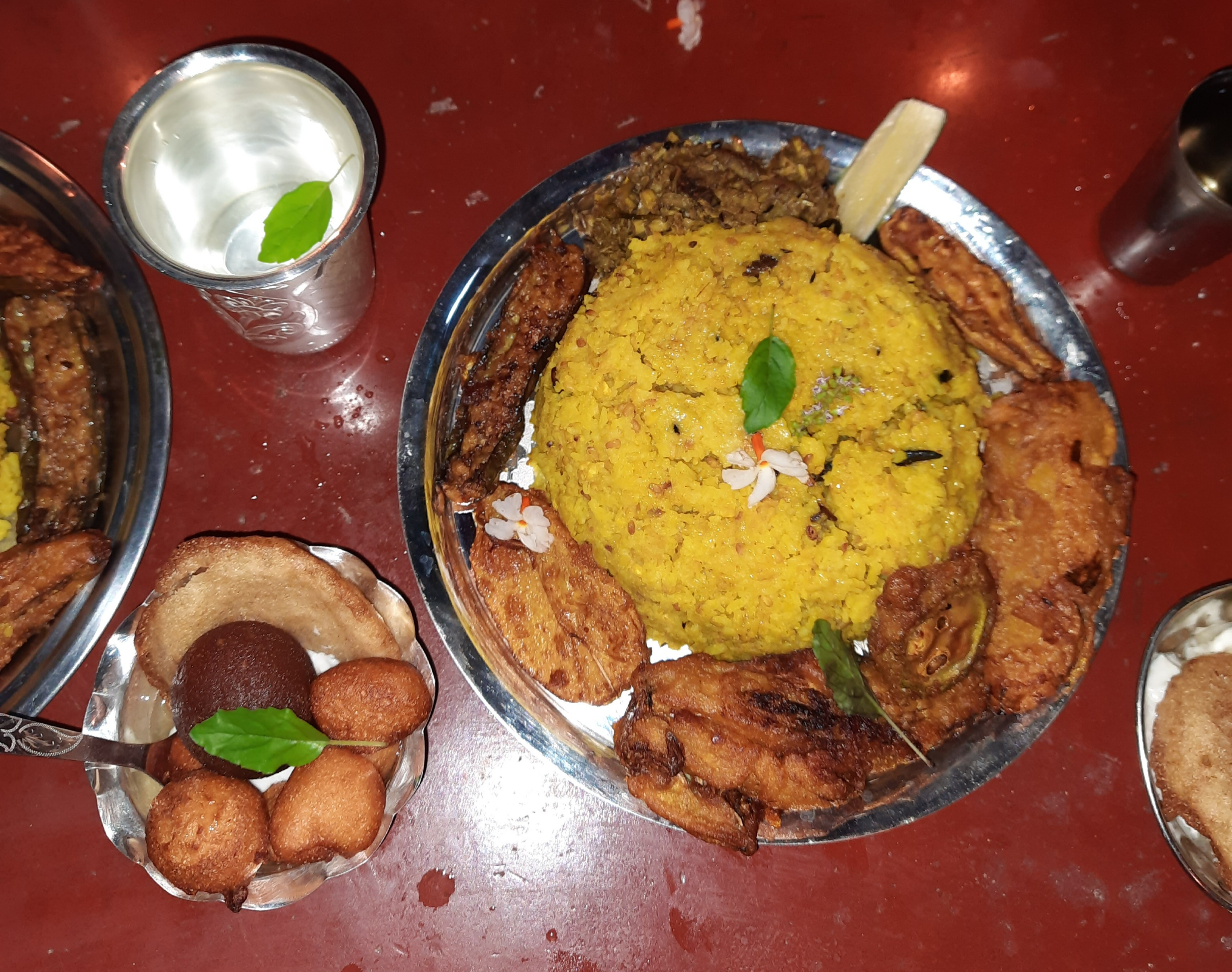
Mahaprasad of Lord Krishna and Radha Rani Sampa Rani Deb (Fandauk)

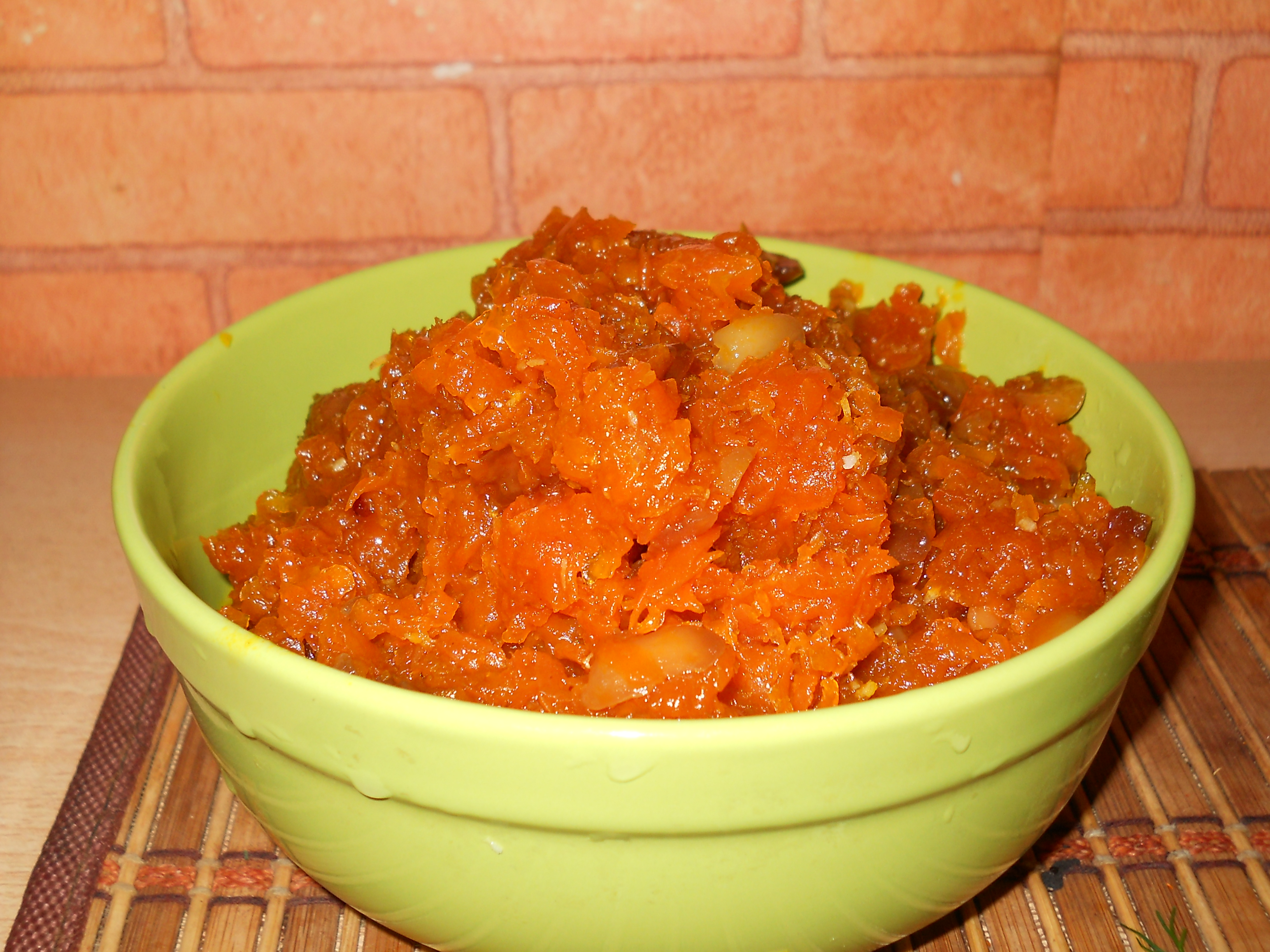
Halva de carottes, cacahuètes, ghi, sucre.

Prasāda (sanskrit : प्रसाद), prasād (hindi), est un terme de l'hindouisme qui signifie « splendeur ou sérénité », mais aussi « grâce, faveur ». En fait, ce terme a un double sens. Le prasad est une offrande ou nourriture présentée à une divinité, ou à un maître spirituel afin qu'elle soit bénie avant d'être redistribuée aux fidèles et, à la suite d'un office religieux, une puja. Cependant, le terme prasad désigne aussi la grâce divine qui libère le croyant du samsara et lui donne la libération ou moksha.

## Exemples d'offrandes
- Le dessert kesari bhath, à base de semoule et de safran, sert souvent d'offrande lors de cérémonies religieuses hindoues.